# El Salvador en la Copa Mundial de Fútbol de 1970
La Selección de El Salvador fue uno de los 16 equipos participantes de la Copa Mundial de Fútbol de 1970 realizada en México.
Se clasificó sorteando las diversas rondas de clasificación de la CONCACAF junto con otros 13 equipos de la zona. Uno de estos partidos ante Honduras se jugó bajo un clima de tensión y hostilidad a raíz de la situación política en ambos países que desencadenó en la Guerra de las 100 horas o Guerra del Fútbol como la denominó el periodista polaco Ryszard Kapuściński. Junto con México (el anfitrión) fueron los equipos que representaron a Norteamérica, Centroamérica y el Caribe, y además fue el primer país centroamericano en participar en una Copa del Mundo.
A pesar de haber logrado una histórica clasificación, El Salvador completó una baja campaña con 3 derrotas en 3 partidos sin siquiera anotar un gol.

## Clasificación

### Primera ronda

#### Grupo 4
| Equipo                | Pts. | PJ | PG | PE | PP | GF | GC | Dif |
| --------------------- | ---- | -- | -- | -- | -- | -- | -- | --- |
| El Salvador           | 6    | 4  | 3  | 0  | 1  | 10 | 5  | 5   |
| Guayana Neerlandesa   | 4    | 4  | 2  | 0  | 2  | 10 | 9  | 1   |
| Antillas Neerlandesas | 2    | 4  | 1  | 0  | 3  | 3  | 9  | -6  |

| Fecha                   | Lugar        | Partido               | Partido                          | Partido | Partido                          | Partido               |
| ----------------------- | ------------ | --------------------- | -------------------------------- | ------- | -------------------------------- | --------------------- |
| 1 de diciembre de 1968  | San Salvador | El Salvador           | Bandera de El Salvador           | 6:0     |                                  | Guayana Neerlandesa   |
| 12 de diciembre de 1968 | San Salvador | El Salvador           | Bandera de El Salvador           | 1:0     | Bandera de Antillas Neerlandesas | Antillas Neerlandesas |
| 15 de diciembre de 1968 | San Salvador | Antillas Neerlandesas | Bandera de Antillas Neerlandesas | 1:2     | Bandera de El Salvador           | El Salvador           |
| 22 de diciembre de 1968 | Paramaribo   | Guayana Neerlandesa   |                                  | 4:1     | Bandera de El Salvador           | El Salvador           |

### Segunda ronda

#### Grupo 2
| Equipo      | Pts | PJ | PG | PE | PP | GF | GC | Dif |
| ----------- | --- | -- | -- | -- | -- | -- | -- | --- |
| El Salvador | 2   | 2  | 1  | 0  | 1  | 3  | 1  | 2   |
| Honduras    | 2   | 2  | 1  | 0  | 1  | 1  | 3  | -2  |

| Fecha               | Lugar        | Partido     | Partido                | Partido | Partido                | Partido     |
| ------------------- | ------------ | ----------- | ---------------------- | ------- | ---------------------- | ----------- |
| 8 de junio de 1969  | Tegucigalpa  | Honduras    | Bandera de Honduras    | 1:0     | Bandera de El Salvador | El Salvador |
| 15 de junio de 1969 | San Salvador | El Salvador | Bandera de El Salvador | 3:0     | Bandera de Honduras    | Honduras    |

#### Desempate
| 27 de junio de 1969 | El Salvador                          | 3:2 (2:1; 2:2) (1:0 t. s.) | Honduras                | Estadio Azteca, Ciudad de México                                  |                                                                   |
|                     | Martínez 10', 29' · Quintanilla 101' |                            | Cardona 19' · Gómez 50' | Asistencia: 15.326 espectadores Árbitro(s): Abel Aguilar Elizalde | Asistencia: 15.326 espectadores Árbitro(s): Abel Aguilar Elizalde |

Nota: Estos partidos ocurrieron en el contexto del fugaz conflicto bélico entre Honduras y El Salvador. Aun cuando las causas de la beligerancia fueron otras, esos encuentros futbolísticos fueron la razón por la que la llamada "Guerra de las cien horas" también fuera denominada y recordada como la Guerra del Fútbol.

### Tercera ronda
| Equipo      | Pts | PJ | PG | PE | PP | GF | GC | Dif |
| ----------- | --- | -- | -- | -- | -- | -- | -- | --- |
| Haití       | 2   | 2  | 1  | 0  | 1  | 2  | 4  | -2  |
| El Salvador | 2   | 2  | 1  | 0  | 1  | 4  | 2  | 2   |

| Fecha                    | Lugar           | Partido     | Partido                | Partido | Partido                | Partido     |
| ------------------------ | --------------- | ----------- | ---------------------- | ------- | ---------------------- | ----------- |
| 21 de septiembre de 1969 | Puerto Príncipe | Haití       | Bandera de Haití       | 1:2     | Bandera de El Salvador | El Salvador |
| 28 de septiembre de 1969 | San Salvador    | El Salvador | Bandera de El Salvador | 0:3     | Bandera de Haití       | Haití       |

### Desempate
| 8 de octubre de 1969 | El Salvador   | 1:0 (0:0, 0:0) (1:0 t. s.) | Haití | Estadio Nacional de Jamaica, Kingston                   |                                                         |
|                      | Martínez 104' |                            |       | Asistencia: 6.742 espectadores Árbitro(s): Keith Dustan | Asistencia: 6.742 espectadores Árbitro(s): Keith Dustan |

### Clasificado
| Bandera de El Salvador |
| El Salvador            |
| ---------------------- |

## Amistosos previos
La selección salvadoreña en el año 1970, luego de haber clasificado al Mundial de México, disputó cinco partidos amistosos de cara a prepararse para el Mundial.
| Fecha                 | Lugar        |             |                        | Resultado |                               |                 |
| --------------------- | ------------ | ----------- | ---------------------- | --------- | ----------------------------- | --------------- |
| 22 de febrero de 1970 | San Salvador | El Salvador | Bandera de El Salvador | 0:2       | Bandera de la Unión Soviética | Unión Soviética |
| 26 de febrero de 1970 | San José     | Costa Rica  | Bandera de Costa Rica  | 2:0       | Bandera de El Salvador        | El Salvador     |
| 21 de abril de 1970   | Lima         | Perú        | Bandera de Perú        | 3:0       | Bandera de El Salvador        | El Salvador     |
| 28 de abril de 1970   | San Salvador | El Salvador | Bandera de El Salvador | 2:2       | Bandera de Rumania            | Rumania         |
| 30 de abril de 1970   | San Salvador | El Salvador | Bandera de El Salvador | 0:2       | Bandera de Rumania            | Rumania         |

## Jugadores
Datos corresponden a situación previo al inicio del torneo
| #  | Nombre                   | Posición                 | Edad                     | Club                       |
| -- | ------------------------ | ------------------------ | ------------------------ | -------------------------- |
| 1  | Raúl Magaña †            | Portero                  | 30                       | FAS                        |
| 2  | Roberto Rivas †          | Defensa                  | 28                       | Alianza                    |
| 3  | Salvador Mariona         | Defensa                  | 26                       | Alianza                    |
| 4  | Santiago Cortés †        | Defensa                  | 25                       | Atlético Marte             |
| 5  | Saturnino Osorio †       | Defensa                  | 25                       | Águila                     |
| 6  | José Quintanilla †       | Mediocampista            | 32                       | Atlético Marte             |
| 7  | Mauricio Rodríguez       | Mediocampista            | 30                       | Universidad de El Salvador |
| 8  | Jorge Vásquez            | Mediocampista            | 29                       | Universidad de El Salvador |
| 9  | Juan Ramón Martínez      | Delantero                | 32                       | Águila                     |
| 10 | Salvador Flamenco        | Mediocampista            | 23                       | Adler San Nicolás          |
| 11 | Ernesto Aparicio         | Delantero                | 21                       | Atlético Marte             |
| 12 | Mario Monge              | Delantero                | 31                       | FAS                        |
| 13 | Tomás Pineda             | Portero                  | 31                       | Alianza                    |
| 14 | Mauricio Manzano         | Defensa                  | 26                       | FAS                        |
| 15 | David Arnoldo Cabrera    | Mediocampista            | 24                       | FAS                        |
| 16 | Genaro Sermeño †         | Mediocampista            | 21                       | FAS                        |
| 17 | Jaime Portillo           | Delantero                | 22                       | Alianza                    |
| 18 | Guillermo Castro         | Defensa                  | 29                       | Atlético Marte             |
| 19 | Sergio Méndez †          | Mediocampista            | 26                       | Atlético Marte             |
| 20 | Gualberto Fernández      | Portero                  | 31                       | Atlante San Alejo          |
| 21 | Elmer Acevedo †          | Delantero                | 24                       | FAS                        |
| 22 | Alberto Villalta †       | Mediocampista            | 22                       | Atlético Marte             |
| DT | Hernán Carrasco Vivanco† | Hernán Carrasco Vivanco† | Hernán Carrasco Vivanco† | Hernán Carrasco Vivanco†   |

## Participación

### Grupo 1
| Selección       | Pts. | PJ | PG | PE | PP | GF | GC | Dif. |
| --------------- | ---- | -- | -- | -- | -- | -- | -- | ---- |
| Unión Soviética | 5    | 3  | 2  | 1  | 0  | 6  | 1  | 5    |
| México          | 5    | 3  | 2  | 1  | 0  | 5  | 0  | 5    |
| Bélgica         | 2    | 3  | 1  | 0  | 2  | 4  | 5  | -1   |
| El Salvador     | 0    | 3  | 0  | 0  | 3  | 0  | 9  | -9   |

### Contra Bélgica
| 3 de junio de 1970, 16:00                 | Bélgica                                | 3:0 (1:0) | El Salvador | Estadio Azteca, Ciudad de México                             |                                                              |
|                                           | Van Moer 12', 54' · Lambert 79' (pen.) | Reporte   |             | Asistencia: 92.205 espectadores Árbitro(s): Andrei Radulescu | Asistencia: 92.205 espectadores Árbitro(s): Andrei Radulescu |
| Primera victoria de Bélgica en Mundiales. |                                        |           |             |                                                              |                                                              |

| 1  | PO | Christian Piot    |     |
| 2  | DF | Georges Heylens   |     |
| 3  | DF | Jean Thissen      |     |
| 4  | DF | Nicolas Dewalque  |     |
| 6  | MC | Jean Dockx        |     |
| 7  | MC | Léon Semmeling    | 79' |
| 8  | MC | Wilfried Van Moer |     |
| 9  | DE | Johan Devrindt    |     |
| 10 | DE | Paul Van Himst    |     |
| 11 | DE | Wilfried Puis     |     |
| 18 | DE | Raoul Lambert     |     |
| DT | DT | Raymond Goethals  |     |

| 1  | PO | Raúl Magaña         |     |
| 2  | DF | Roberto Rivas       |     |
| 3  | DF | Salvador Mariona    |     |
| 5  | DF | Saturnino Osorio    |     |
| 14 | DF | Mauricio Manzano    | 67' |
| 6  | MC | José Quintanilla    |     |
| 7  | MC | Mauricio Rodríguez  | 80' |
| 8  | MC | Jorge Vásquez       |     |
| 9  | MC | Juan Ramón Martínez |     |
| 10 | DE | Salvador Flamenco   |     |
| 11 | DE | Ernesto Aparicio    |     |
| DT | DT | Hernán Carrasco     |     |

| 16 | MC | Odilon Polleunis | 79' |

| 4  | DF | Santiago Cortés | 67' |
| 16 | MC | Genaro Sermeño  | 80' |

| Anotado         | 12' | Wilfried Van Moer |
| Anotado         | 54' | Wilfried Van Moer |
| Anotado · Penal | 76' | Raoul Lambert     |

| Árbitro             | Andrei Rădulescu |
| Árbitros asistentes | Rudi Glöckner    |
| Árbitros asistentes | Kurt Tschenscher |

| 1  | PO | Christian Piot    |     |
| 2  | DF | Georges Heylens   |     |
| 3  | DF | Jean Thissen      |     |
| 4  | DF | Nicolas Dewalque  |     |
| 6  | MC | Jean Dockx        |     |
| 7  | MC | Léon Semmeling    | 79' |
| 8  | MC | Wilfried Van Moer |     |
| 9  | DE | Johan Devrindt    |     |
| 10 | DE | Paul Van Himst    |     |
| 11 | DE | Wilfried Puis     |     |
| 18 | DE | Raoul Lambert     |     |
| DT | DT | Raymond Goethals  |     |

| 1  | PO | Raúl Magaña         |     |
| 2  | DF | Roberto Rivas       |     |
| 3  | DF | Salvador Mariona    |     |
| 5  | DF | Saturnino Osorio    |     |
| 14 | DF | Mauricio Manzano    | 67' |
| 6  | MC | José Quintanilla    |     |
| 7  | MC | Mauricio Rodríguez  | 80' |
| 8  | MC | Jorge Vásquez       |     |
| 9  | MC | Juan Ramón Martínez |     |
| 10 | DE | Salvador Flamenco   |     |
| 11 | DE | Ernesto Aparicio    |     |
| DT | DT | Hernán Carrasco     |     |

| 16 | MC | Odilon Polleunis | 79' |

| 4  | DF | Santiago Cortés | 67' |
| 16 | MC | Genaro Sermeño  | 80' |

| Anotado         | 12' | Wilfried Van Moer |
| Anotado         | 54' | Wilfried Van Moer |
| Anotado · Penal | 76' | Raoul Lambert     |

| Árbitro             | Andrei Rădulescu |
| Árbitros asistentes | Rudi Glöckner    |
| Árbitros asistentes | Kurt Tschenscher |

### Contra México
| 7 de junio de 1970, 12:00 | México                                          | 4:0 (1:0) | El Salvador | Estadio Azteca, Ciudad de México                        |                                                         |
|                           | Valdivia 45', 46' · Fragoso 58' · Basaguren 83' | Reporte   |             | Asistencia: 103.058 espectadores Árbitro(s): Aly Kandil | Asistencia: 103.058 espectadores Árbitro(s): Aly Kandil |

| 1  | PO | Ignacio Calderón   |     |
| 3  | DF | Gustavo Peña       |     |
| 5  | DF | Mario Pérez        |     |
| 13 | DF | José Vantolrá      |     |
| 14 | DF | Javier Guzmán      |     |
| 8  | DF | Antonio Munguía    |     |
| 17 | MC | José Luis González |     |
| 9  | MC | Enrique Borja      | 46' |
| 11 | DE | Aarón Padilla      |     |
| 19 | DE | Javier Valdivia    |     |
| 21 | DE | Javier Fragoso     |     |
| DT | DT | Raúl Cárdenas      |     |

| 1  | PO | Raúl Magaña         |     |
| 2  | DF | Roberto Rivas       |     |
| 3  | DF | Salvador Mariona    |     |
| 4  | DF | Santiago Cortés     | 68' |
| 5  | DF | Saturnino Osorio    |     |
| 6  | MC | José Quintanilla    |     |
| 7  | MC | Mauricio Rodríguez  |     |
| 8  | MC | Jorge Vásquez       |     |
| 9  | MC | Juan Ramón Martínez |     |
| 10 | DE | Salvador Flamenco   |     |
| 11 | DE | Ernesto Aparicio    | 58' |
| DT | DT | Hernán Carrasco     |     |

| 10 | MC | Horacio López Salgado | 46' · 76' |
| 20 | MC | Ignacio Basaguren     | 76'       |

| 19 | DE | Sergio Méndez | 58' |
| 12 | DF | Mario Monge   | 68' |

| Anotado | 45' | Javier Valdivia   |
| Anotado | 46' | Javier Valdivia   |
| Anotado | 58' | Javier Fragoso    |
| Anotado | 83' | Ignacio Basaguren |

| Amonestado | 13' | Santiago Cortés   |
| Amonestado | 33' | Salvador Mariona  |
| Amonestado | 45' | Raúl Magaña       |
| Amonestado | 57' | Salvador Flamenco |

| Árbitro             | Ali Kandil    |
| Árbitros asistentes | Keith Dunstan |
| Árbitros asistentes | Jack Taylor   |

| 1  | PO | Ignacio Calderón   |     |
| 3  | DF | Gustavo Peña       |     |
| 5  | DF | Mario Pérez        |     |
| 13 | DF | José Vantolrá      |     |
| 14 | DF | Javier Guzmán      |     |
| 8  | DF | Antonio Munguía    |     |
| 17 | MC | José Luis González |     |
| 9  | MC | Enrique Borja      | 46' |
| 11 | DE | Aarón Padilla      |     |
| 19 | DE | Javier Valdivia    |     |
| 21 | DE | Javier Fragoso     |     |
| DT | DT | Raúl Cárdenas      |     |

| 1  | PO | Raúl Magaña         |     |
| 2  | DF | Roberto Rivas       |     |
| 3  | DF | Salvador Mariona    |     |
| 4  | DF | Santiago Cortés     | 68' |
| 5  | DF | Saturnino Osorio    |     |
| 6  | MC | José Quintanilla    |     |
| 7  | MC | Mauricio Rodríguez  |     |
| 8  | MC | Jorge Vásquez       |     |
| 9  | MC | Juan Ramón Martínez |     |
| 10 | DE | Salvador Flamenco   |     |
| 11 | DE | Ernesto Aparicio    | 58' |
| DT | DT | Hernán Carrasco     |     |

| 10 | MC | Horacio López Salgado | 46' · 76' |
| 20 | MC | Ignacio Basaguren     | 76'       |

| 19 | DE | Sergio Méndez | 58' |
| 12 | DF | Mario Monge   | 68' |

| Anotado | 45' | Javier Valdivia   |
| Anotado | 46' | Javier Valdivia   |
| Anotado | 58' | Javier Fragoso    |
| Anotado | 83' | Ignacio Basaguren |

| Amonestado | 13' | Santiago Cortés   |
| Amonestado | 33' | Salvador Mariona  |
| Amonestado | 45' | Raúl Magaña       |
| Amonestado | 57' | Salvador Flamenco |

| Árbitro             | Ali Kandil    |
| Árbitros asistentes | Keith Dunstan |
| Árbitros asistentes | Jack Taylor   |

### Contra Unión Soviética
| 10 de junio de 1970, 16:00 | Unión Soviética    | 2:0 (0:0) | El Salvador | Estadio Azteca, Ciudad de México                              |                                                               |
|                            | Byshovets 51', 74' | Reporte   |             | Asistencia: 89.979 espectadores Árbitro(s): Rafael Hormazábal | Asistencia: 89.979 espectadores Árbitro(s): Rafael Hormazábal |

| 2  | PO | Anzor Kavazashvili   |     |
| 3  | DF | Valentin Afonin      |     |
| 4  | DF | Revaz Dzodzuashvili  |     |
| 8  | DF | Murtaz Khurtsilava   |     |
| 9  | DF | Albert Shesternyov   |     |
| 12 | MC | Nikolay Kiselyov     | 81' |
| 14 | MC | Vladimir Muntyan     |     |
| 15 | MC | Víktor Serébrianikov |     |
| 16 | DE | Anatoliy Byshovets   |     |
| 20 | DE | Anatoliy Puzach      | 46' |
| 21 | DE | Vitaliy Khmelnytskyi |     |
| DT | DT | Gavril Kachalin      |     |

| 1  | PO | Raúl Magaña        |     |
| 2  | DF | Roberto Rivas      |     |
| 3  | DF | Salvador Mariona   |     |
| 5  | DF | Saturnino Osorio   |     |
| 18 | DF | Guillermo Castro   |     |
| 7  | MC | Mauricio Rodríguez | 82' |
| 8  | MC | Jorge Vásquez      |     |
| 12 | MC | Mario Monge        |     |
| 19 | MC | Sergio Méndez      |     |
| 10 | DE | Salvador Flamenco  | 86' |
| 17 | DE | Jaime Portillo     |     |
| DT | DT | Hernán Carrasco    |     |

| 11 | MC | Kakhi Asatiani       | 81' |
| 17 | DE | Gennady Yevriuzhikin | 46' |

| 11 | MC | Ernesto Aparicio | 82' |
| 16 | DE | Genaro Sermeño   | 86' |

| Anotado | 51' | Anatoliy Byshovets |
| Anotado | 74' | Anatoliy Byshovets |

| Amonestado | 90' | Vitaliy Khmelnytskyi |

| Árbitro             | Rafael Hormazábal       |
| Árbitros asistentes | Ángel Coerezza          |
| Árbitros asistentes | Ayrton Vieira de Moraes |

| 2  | PO | Anzor Kavazashvili   |     |
| 3  | DF | Valentin Afonin      |     |
| 4  | DF | Revaz Dzodzuashvili  |     |
| 8  | DF | Murtaz Khurtsilava   |     |
| 9  | DF | Albert Shesternyov   |     |
| 12 | MC | Nikolay Kiselyov     | 81' |
| 14 | MC | Vladimir Muntyan     |     |
| 15 | MC | Víktor Serébrianikov |     |
| 16 | DE | Anatoliy Byshovets   |     |
| 20 | DE | Anatoliy Puzach      | 46' |
| 21 | DE | Vitaliy Khmelnytskyi |     |
| DT | DT | Gavril Kachalin      |     |

| 1  | PO | Raúl Magaña        |     |
| 2  | DF | Roberto Rivas      |     |
| 3  | DF | Salvador Mariona   |     |
| 5  | DF | Saturnino Osorio   |     |
| 18 | DF | Guillermo Castro   |     |
| 7  | MC | Mauricio Rodríguez | 82' |
| 8  | MC | Jorge Vásquez      |     |
| 12 | MC | Mario Monge        |     |
| 19 | MC | Sergio Méndez      |     |
| 10 | DE | Salvador Flamenco  | 86' |
| 17 | DE | Jaime Portillo     |     |
| DT | DT | Hernán Carrasco    |     |

| 11 | MC | Kakhi Asatiani       | 81' |
| 17 | DE | Gennady Yevriuzhikin | 46' |

| 11 | MC | Ernesto Aparicio | 82' |
| 16 | DE | Genaro Sermeño   | 86' |

| Anotado | 51' | Anatoliy Byshovets |
| Anotado | 74' | Anatoliy Byshovets |

| Amonestado | 90' | Vitaliy Khmelnytskyi |

| Árbitro             | Rafael Hormazábal       |
| Árbitros asistentes | Ángel Coerezza          |
| Árbitros asistentes | Ayrton Vieira de Moraes |